# Domusnovas
Domusnovas (Domunòas in sardo) è un comune italiano di 5 711 abitanti della provincia del Sulcis Iglesiente.
Nota per le grotte di San Giovanni è perciò spesso conosciuta come il paese delle grotte. Numerose sono le feste civili e religiose che si svolgono durante l'anno.

## Geografia fisica

### Territorio
Domusnovas è situata nella zona sud-occidentale della Sardegna, nella regione del Sulcis-Iglesiente, al centro della valle del rio Cixerri, adagiata ai piedi del massiccio della punta San Michele (906 m s.l.m.)
Il territorio comunale, di natura calcarea, è prevalentemente montano. Alle spalle delle grotte di San Giovanni si apre la valle d'Oridda, ricoperta dalla foresta del Marganai e ricca di miniere abbandonate. Nel territorio del comune scorre il fiume Arrixeddu.
Il suo territorio è ricco anche di numerose grotte come:
- L'Abisso Paradiso (situata in cima al monte Nieddu)
- La Gigi Addari
- La Rolfo
- La voragine della Rana (situata nel monte Acqua)
- S'Arcareddu
- Sa Crovassa de Pranu Pirastru

### Sismicità
- Classificazione sismica: zona 4 (sismicità irrilevante), Ordinanza PCM n. 3274 del 20/03/2003[4]

### Clima
Dal punto di vista climatico, Domusnovas si trova in una posizione fra le più favorevoli, avendo a nord un riparo offerto dal massiccio del Marganai.
- Classificazione climatica: zona C, 1148 GG[5]

## Origini del nome
Il nome Domusnovas viene dal latino  domus ("case") e novae ("nuove").

## Storia
Domusnovas è stata abitata fin dai tempi più remoti. Ancora oggi, infatti, troviamo le tracce di insediamenti risalenti al Neolitico, come i resti delle due mura ciclopiche che chiudevano l'ingresso della grotta di San Giovanni e che vennero demolite nel XIX secolo.

### Periodo nuragico

Nuraghe Sa Domu 'e s'Orcu

L'età nuragica ha lasciato segni evidenti, il più importante dei quali è il nuraghe Sa Domu 'e s'Orcu che sorge poco distante dal Rio San Giovanni. Questo nuraghe è costituito da una torre centrale circondata da un bastione di figura irregolare con al suo interno un cortile, circondato all'esterno da una muraglia intercalata da cinque poderose torri.

### Periodo romano
Durante la dominazione romana Domusnovas era situata lungo la strada della Kalaris-Sulki e si trovava nel distretto della vicina Metalla, sfruttato intensamente perché ricco di piombo argentifero, dalla quale riceveva il minerale da lavorare nelle sue fonderie, situate lungo il corso del rio San Giovanni.

### Periodo giudicale e medievale
L'origine dell'odierno centro abitato è forse da ricercare nel periodo giudicale quando si ebbe la fondazione di nuovi insediamenti detti appunto villenove e domusnovas.
Nel 1257 il giudicato di Cagliari venne occupato dalle truppe di Pisa e la curatoria del Cixerri venne concessa al conte di Donoratico, Ugolino della Gherardesca.
Il conte Ugolino, giunto nei suoi territori sardi, non essendo ancora sorta Villa di Chiesa (oggi Iglesias), si stabilì a Domusnovas, all'epoca cinta da mura, dove costruì una rocca.
Domusnovas venne dotata di un "Breve" e di una propria autonomia, incentivando l'attività mineraria, regolamentandone le diverse fasi lavorative e promuovendo la nascita di nuove fonderie..
Nel 1288 il Conte fu fatto prigioniero dai Pisani e morì in carcere. Il figlio Guelfo, con la popolazione di Domusnovas e Villa di Chiesa, si ribellò a Pisa, scatenando l'immediata reazione della città toscana che inviò le truppe sotto il comando di Ranieri e del giudice di Arborea, Mariano II. Guelfo perdette e Domusnovas venne occupata dagli Arboresi, i quali smantellarono la rocca. Guelfo ritornò all'assalto, aiutato dal fratello Lotto, e riprese, ma solo per poco tempo, il potere. I due fratelli furono poi definitivamente sconfitti e messi in fuga. Domusnovas passò poi dal 1301 sotto l'amministrazione diretta della Repubblica di Pisa. Dante nel De Vulgari Eloquentia (1303-1305) fa forse riferimento a Domusnovas quando scrive che i sardi: nam domus nova et dominus meus locuntur ("dicono infatti domus nova e dominus meus").

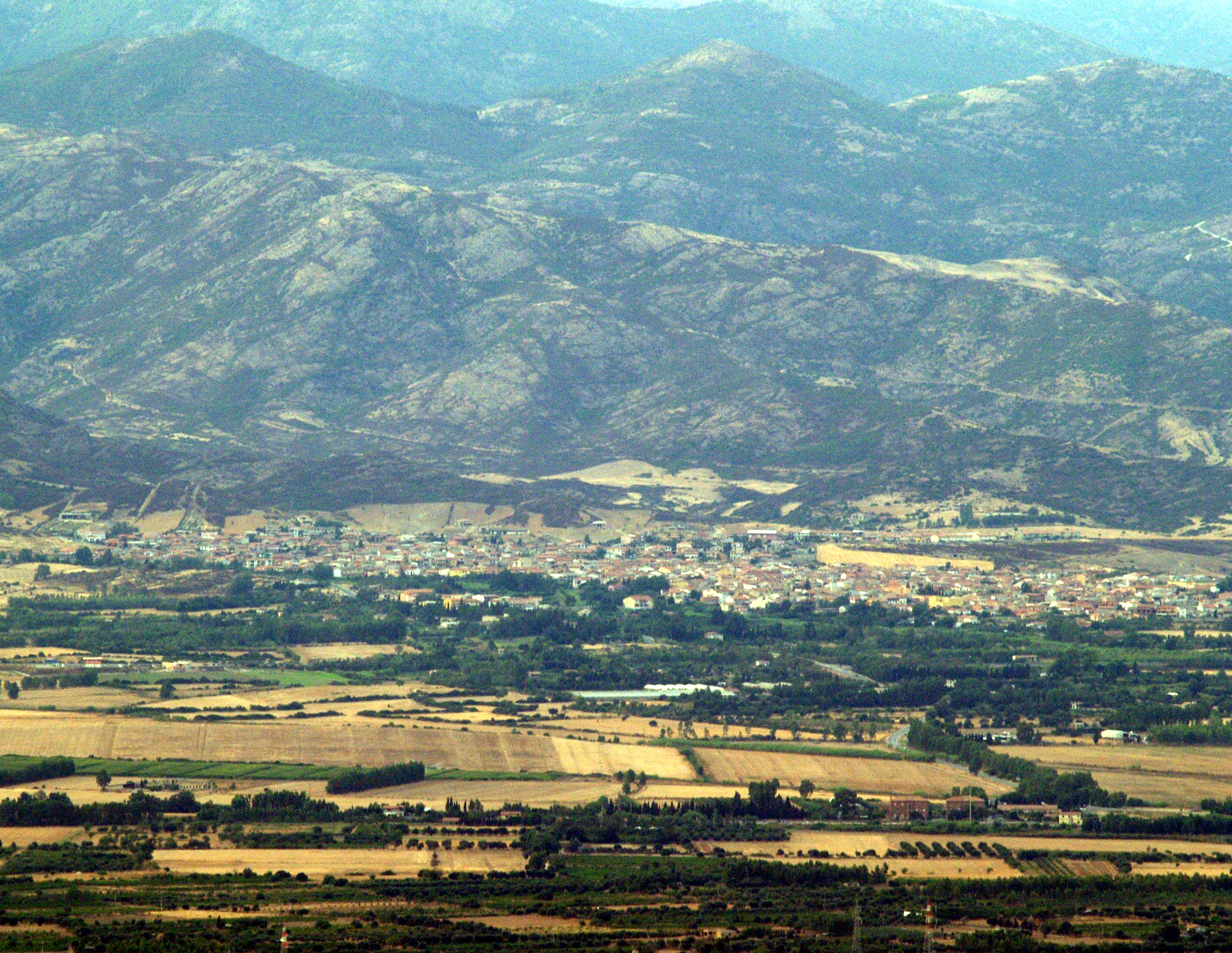
Veduta di Domusnovas

Il dominio pisano durò poco: nel 1324 si ebbe l'occupazione aragonese ad opera dell'Infante Alfonso ed entrò a far parte del Regno di Sardegna.
Durante questo periodo Domusnovas fu amministrata da un Vicario inviato dal Re in persona e nel 1355 inviò due rappresentanti all'assemblea per la costituzione del primo parlamento sardo.
Nel 1432 il re Alfonso affidò Domusnovas a Luigi D'Aragal, suo luogotenente. Gli Aragal furono i feudatari fino al 1510, quando -estinta la famiglia- il feudo passò a Ludovico Bellit e ai suoi eredi, ai quali nel 1605 subentrò Ludovico Gualbes. Nel 1627 il feudo passò ad Antonio Brondo e ai suoi eredi fino al 1730, quando passò a Cristoforo Bou Crespi di Valdaura e ai suoi eredi fino all'anno 1839, nel quale i feudi furono aboliti.

### Età contemporanea
(Alberto La Marmora, Itinéraire de l'île de Sardaigne, Torino, 1860)
Nel XIX secolo l'economia fu concentrata quasi esclusivamente sull'attività mineraria, abbandonando l'attività agricola e pastorale che aveva caratterizzato la più importante economia dell'Iglesiente nei periodi precedenti. Questa tendenza proseguì fino agli anni cinquanta del XX secolo, quando il comparto minerario entrò in crisi in tutta la Regione.

### Simboli
Lo stemma e il gonfalone sono stati concessi con decreto del presidente della Repubblica 13 agosto 1964.
Stemma
Gonfalone

## Monumenti e luoghi d'interesse

### Architetture religiose

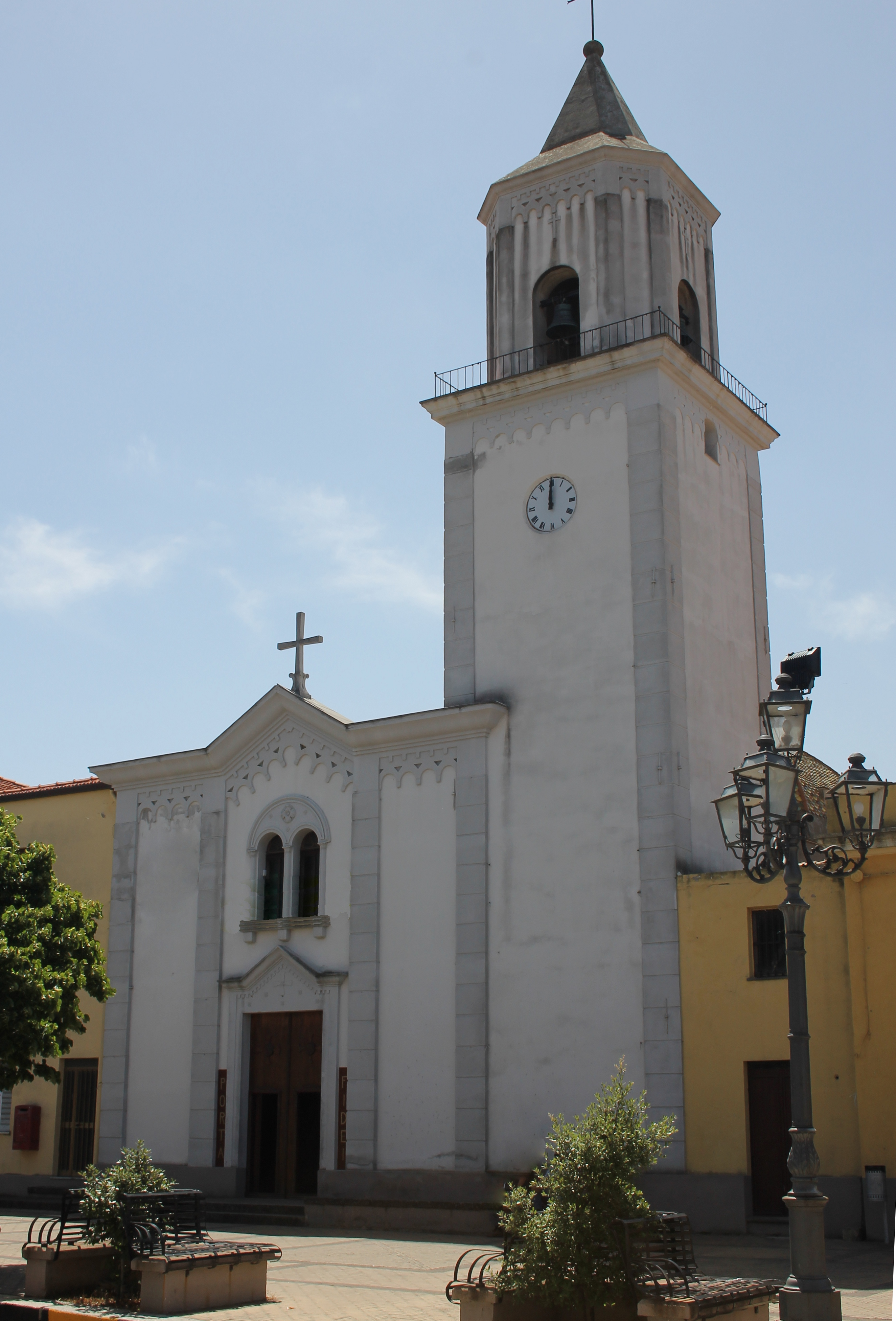
Santa Maria Assunta

- Chiesa della Beata Vergine Assunta

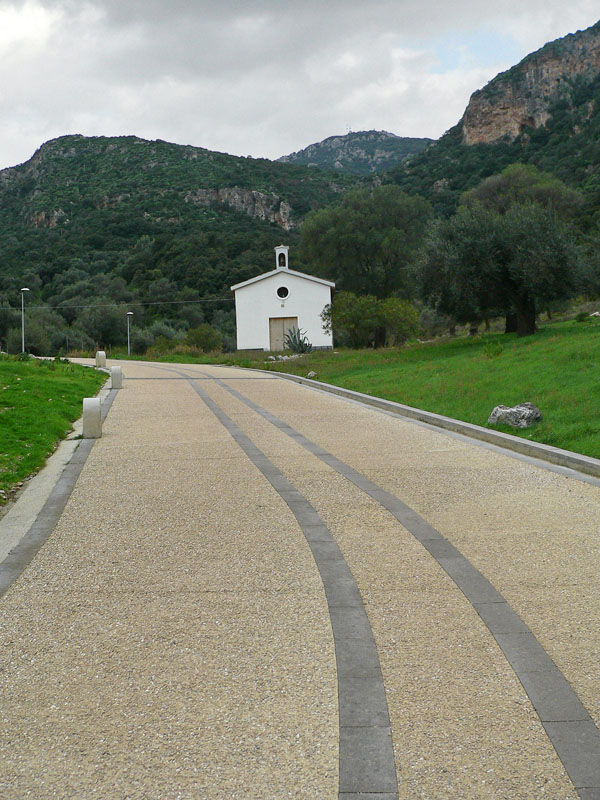
La chiesetta di San Giovanni ai piedi di Monte Acqua

- Chiesa di Santa Barbara
- Chiesa di San Giovanni Battista La chiesetta di San Giovanni ai piedi di Monte Acqua
- Chiesa di Sant'Ignazio da Laconi

#### Chiese e altri edifici religiosi scomparsi
- Chiesa di San Daniele
- Chiesa di San Marco o Santu Marcu
- Chiesa di San Michele
- Chiesa di San Nicola
- Chiesa di Santa Viviana
- Convento dei frati

### Architetture civili
- Cartiera (presso grotte di San Giovanni)
- Monte granatico
- Mulino Sa ferraia, una volta "mulino Corrias"
- Vecchio acquedotto
- Vecchio municipio

### Miniere
Nel territorio comunale di Domusnovas sono presenti le seguenti miniere dismesse:
- Miniera di Barraxiutta (Barrasciutta) (concessione per galena argentifera e galamina).
- Miniera di Bega Is Tirias (esplorazione per galena argentifera e calamina).
- Miniera di Bega Trotta o Medau de Bega Trotta (esplorazione per galena argentifera, piombo, rame e zinco).
- Miniera di Campo di Oridda (esplorazione per galena argentifera e calamina, piombo, rame e zinco).
- Miniera di Campo Spina (esplorazione per galena argentifera e calamina).
- Miniera di Canali Bega.
- Miniera di Sa Duchessa (Cea Spemi)(concessione per galena argentifera).
- Miniera di Costa Sa Mitza.
- Miniera di Cruccueu.
- Miniera di Cuccuru Sa Tribuna - Bega D'Aleni (esplorazione per galena argentifera e calamina, argento, piombo e zinco).
- Miniera di Curadori (esplorazione per galena argentifera e calamina).
- Miniera di Fenugus.
- Miniera di Genna Cantonis (esplorazione per galena argentifera).
- Miniera di Genna Caria (esplorazione per galena argentifera).
- Miniera di Gutturu Seu Burruzoni (esplorazione per galena argentifera).
- Miniera di Is Barrachittas (esplorazione per galena argentifera).
- Miniera di Is Fenugus (esplorazione per galena argentifera).
- Miniera di Is Plengas (esplorazione per galena argentifera e calamina).
- Miniera di Malacalzetta (concessione per galena argentifera e calamina).
- Miniera di Martiada.
- Miniera di Mitza Su Cabriolu (esplorazione per galena argentifera).
- Miniera di Mitza Su Isteri (esplorazione per galena argentifera).
- Miniera di Mont'Ei.
- Miniera di monte Murvonis o Is Murvonis (esplorazione per galena argentifera e calamina).
- Miniera di monte Narba (estrazione dei minerali di argento, piombo e zinco).
- Miniera di Nebidedda (concessione per galena argentifera e calamina).
- Miniera di Perda Cerbus (esplorazione per galena argentifera e calamina).
- Miniera di Perda Niedda (esplorazione per galena argentifera e calamina, e concessione per ferro).
- Miniera di Perdu Carta - Perdu Andria (esplorazione per galena argentifera e calamina, argento, piombo e zinco).
- Miniera di Punta Cerbus (permesso di ricerca per minerali di piombo e zinco; per fluorite).
- Miniera di Punta San Michele.
- Miniera di Punta S'Ollastu (esplorazione per galena argentifera).
- Miniera di Regraxius (concessione per galena argentifera). La valle di Oridda, miniera di Reigraxius

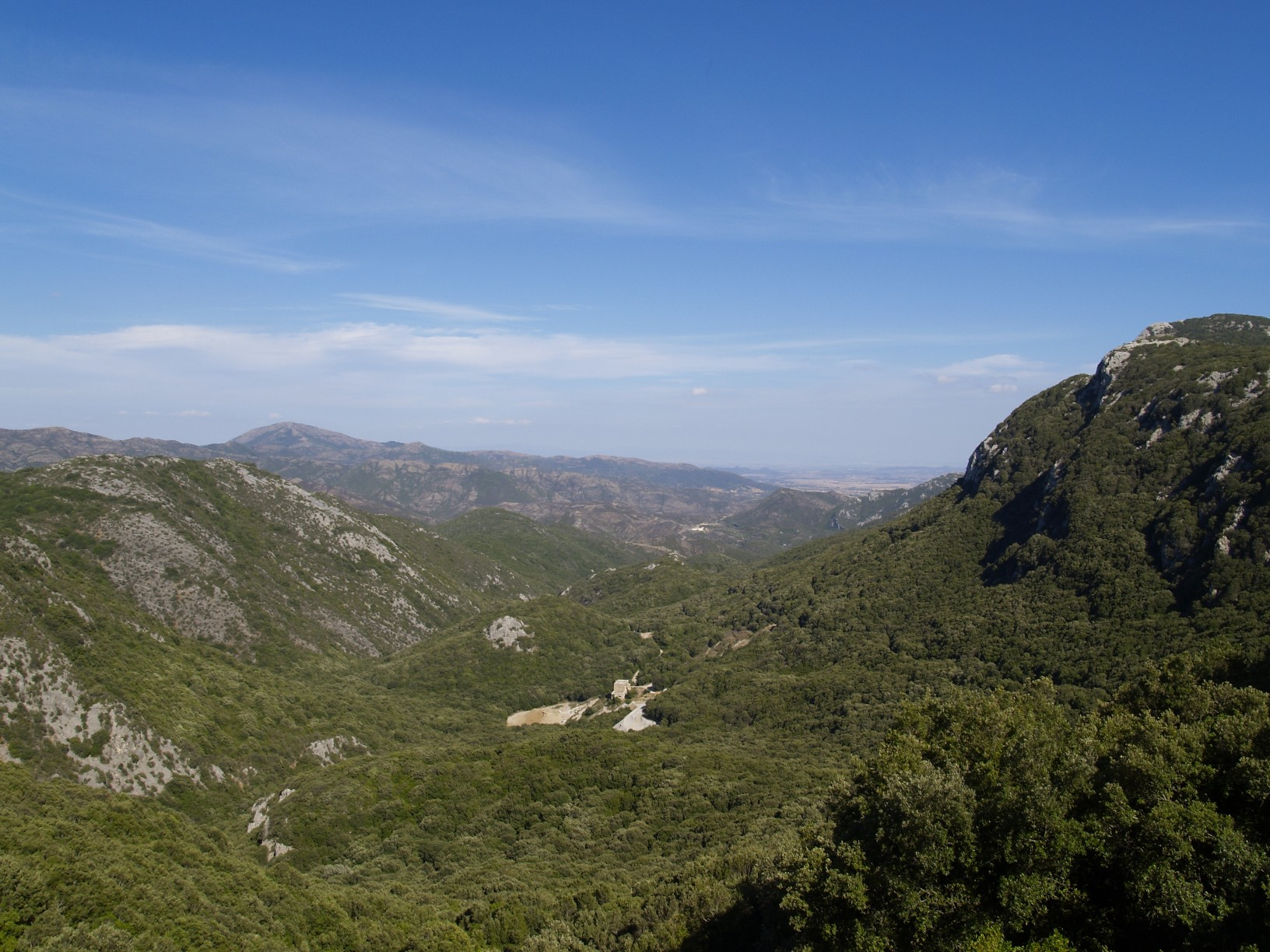
La valle di Oridda, miniera di Reigraxius

- Miniera di S'Acqua Matta Sa Figu (esplorazione per galena argentifera).
- Miniera di Sa Duchessa.
- Miniera di Sa Nebidedda.
- Miniera di San Giovanni (esplorazione per galena argentifera e calamina).
- Miniera di San Marco (esplorazione per galena argentifera).
- Miniera di S'Arcareddu (esplorazione per galena argentifera).
- Miniera di Sa Terula o Punta Sa Tellura.
- Miniera di Schina Su Zinnipiri (esplorazione per galena argentifera e calamina)
- Miniera di S'Ega Sa Folla - San Michele (esplorazione per galena argentifera).
- Miniera di Serra Su Casteddu (estrazione di minerali di piombo e barite).
- Miniera di Su Corovau.
- Miniera di Su Fundu Macciurru (esplorazione per galena argentifera).
- Miniera di Su Isteri (estrazione di piombo, rame e zinco).
- Miniera di Tanas.

Altri siti minerari (concessioni, esplorazioni, permessi, ricerche):
- Canale Bega (permesso per barite, 1961).
- Corti De Is Equus (permesso per minerali di ferro, 1909).
- Cruccueu - monte Salixi Nieddu (permesso per galena e calamina, 1890).
- Curadori (permesso per galena, 1870).
- Genna Piras (permesso per barite, fluorite e solfuri misti, 1974).
- Guardia Masonargiu (esplorazioni per galena, 1934).
- Magusu (concessioni e permessi minerari).
- monte Santo (permesso per barite, 1975).
- Muru Mannu - Punta De Mesu - Punta Su Grisaioni (ricerche per galena, 1965).
- Pira Roma (permesso per galena e blenda, 1940).
- Punta sa Stellaia (esplorazioni per galena e blenda, 1942).
- San Marco - Beganai (permesso per galena argentifera e solfuri misti, 1870).
- Saramau - Gutturu Xeu - Corongiu Mari (permessi per galena e calamina, 1881).
- Su Scrau Mannu - Medau sa Grutta - Punta Planu S'Olioni (esplorazioni per galena, 1902).
- Su Proccu Becciu (esplorazione per galena e blenda).
- Tintillonis (permesso per galena e calamina, 1925).

### Altro
- Monumento al Milite Ignoto

### Siti archeologici
- Nuraghe Sa Domu 'e s'Orcu
- Tomba dei giganti di Perdu Cossu (località Su Corovau)

### Aree naturali

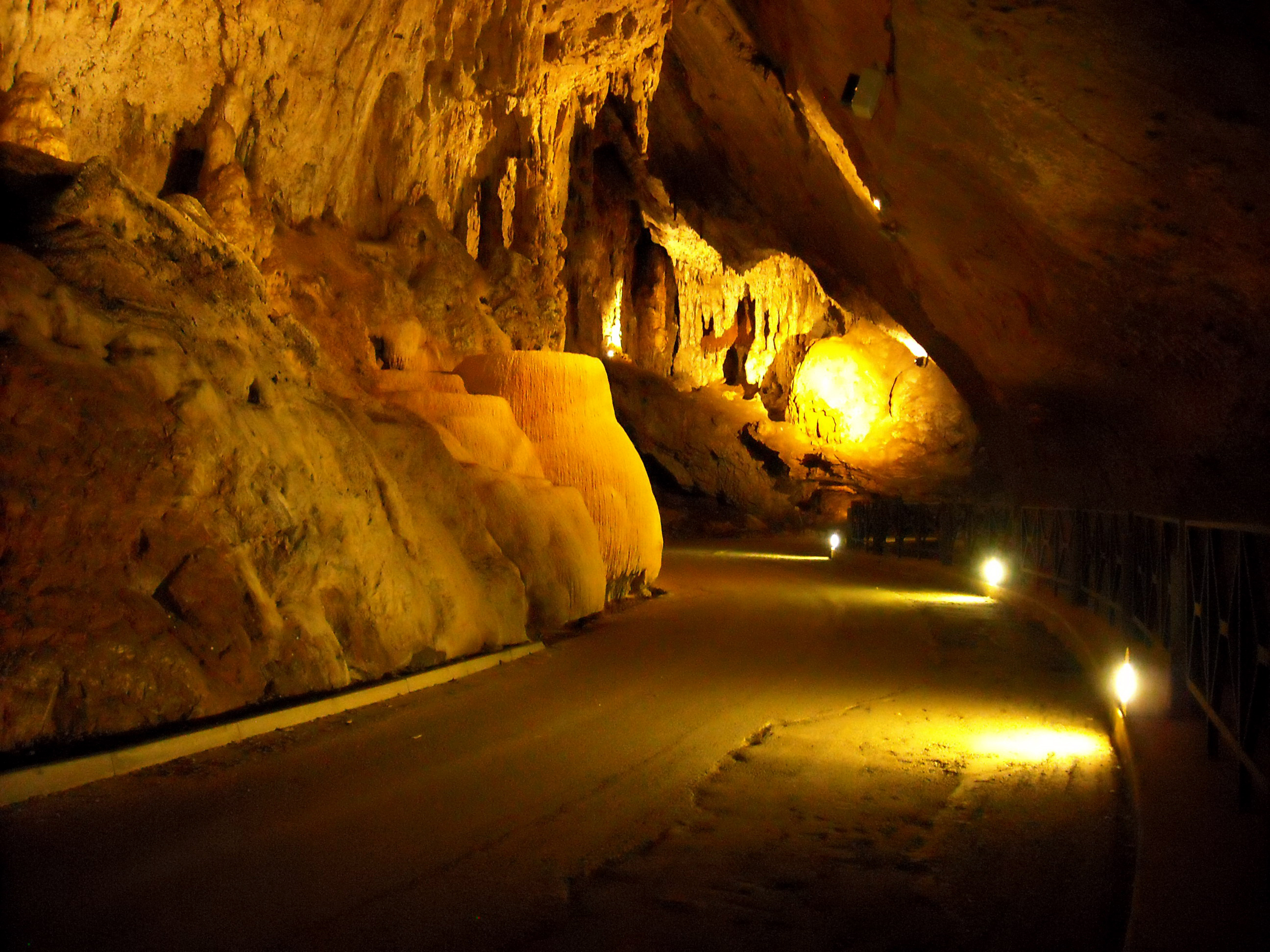
Grotta di San Giovanni

- Grotta di San Giovanni
- Muru Mannu
- Piscin'e Irgas
- Valle di Oridda

## Società

### Evoluzione demografica
Abitanti censiti

### Etnie e minoranze straniere
Al 31 dicembre 2016 a Domusnovas risultano residenti 45 cittadini stranieri, pari al 0,7% della popolazione totale. Le nazionalità più rappresentate sono:
| Nazionalità                | Residenti |
| -------------------------- | --------- |
| Romania                    | 14        |
| Marocco                    | 6         |
| Albania, Germania, Senegal | 3         |

### Lingue e dialetti
La variante del sardo parlata a Domusnovas è il campidanese comune.

Il pane tradizionale

### Tradizioni e folclore

#### La Settimana Santa
Le dominazioni pisana prima, e spagnola poi, hanno lasciato un segno indelebile sulle tradizioni religiose di Domusnovas, in particolare sui Riti della Settimana Santa.
Non esistono fonti scritte che permettano di datare precisamente quando iniziarono a celebrarsi i Riti della Settimana Santa a Domusnovas; certo è che i Simulacri da sempre utilizzati per le funzioni religiose risalgono al XIV-XV secolo.
Attualmente i Riti della Settimana Santa sono organizzati e presieduti dalla Confraternita della Madonna Addolorata.
In tutte le processioni della Settimana Santa compare la figura del "baballottis". I baballottis ricordano gli antichi penitenti che in periodo medioevale andavano per le strade flagellandosi e battendosi il petto coperti dal cappuccio. L'abito dei babballottis è costituito da una tunica bianca, legata in vita da un cingolo rosso, e da un ampio cappuccio.
- giovedì che ante cede la domenica delle Palme: Vestizione a lutto della Madonna Addolorata.

La Confraternita affida alle mani delle componenti dell'Associazione del SS. Rosario la statua della Vergine. La Presidente e le socie rivestono la Vergine con gli abiti neri del lutto di foggia spagnoleggiante.
- venerdì che precede la domenica delle Palme: Sa Mamma chi circara su Fillu.

Si svolge la processione con il simulacro della Vergine Addolorata.  Scortata dai baballottis con gli stendardi dei Misteri Dolorosi e dalla Confraternita, il simulacro è portato per le strade del paese alla ricerca del Figlio. Questa processione, interrotta per alcuni decenni, è stata reintrodotta dalla Confraternita nel 1997.

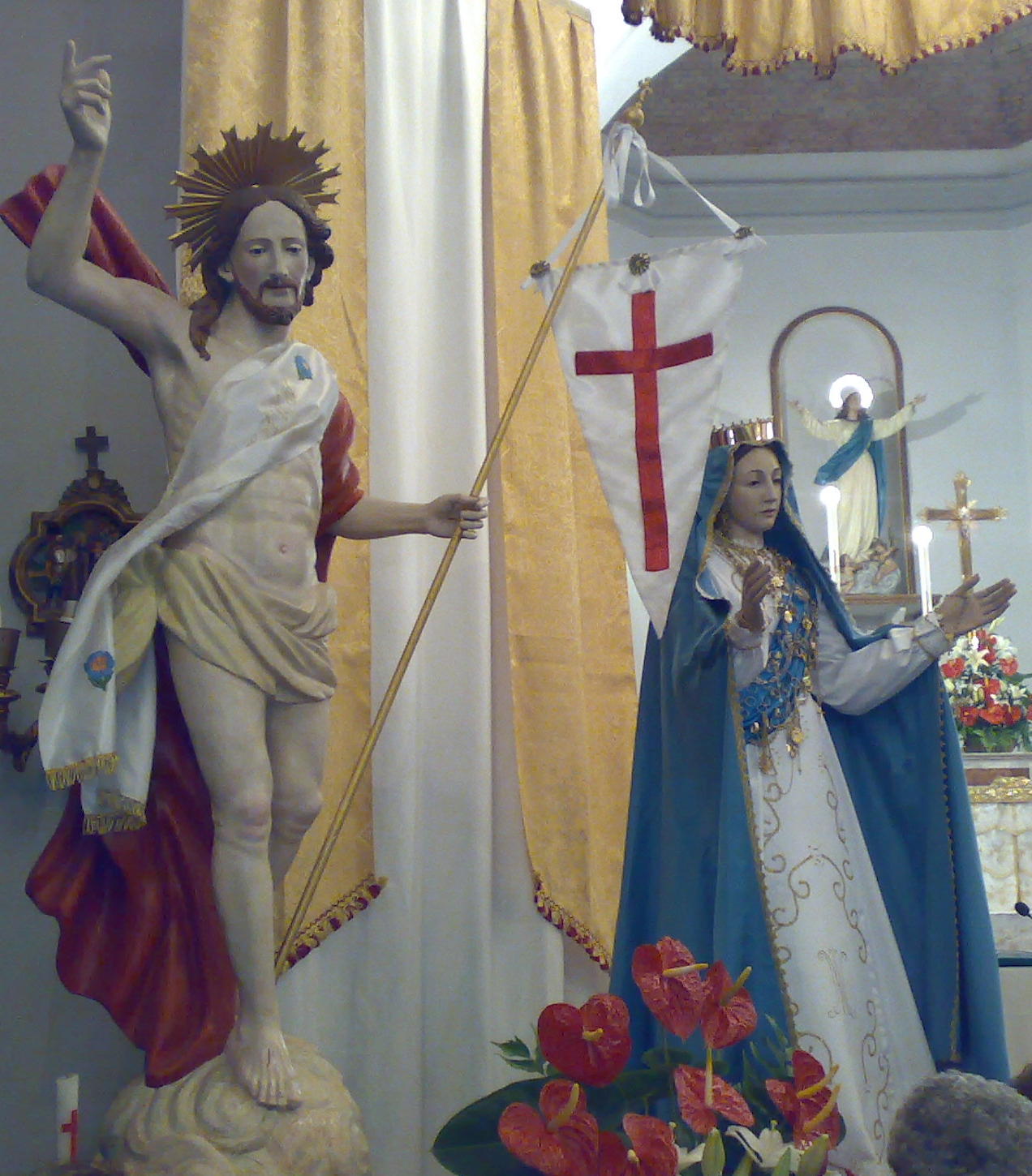
Simulacri del Risorto e della Madonna

- Venerdì Santo è il giorno più intenso e ricco di pathos.

Il mattino, alle 09:00, i simulacri dell'Ecce Homo e della Vergine Addolorata, scortati dalla Confraternita, raggiungono la chiesa di S. Barbara. Qui, dopo una piccola liturgia, inizia la processione del Crocifero. Il Cristo, che porta il solo asse orizzontale della Croce, seguito dalla Vergine, percorre, portato in spalla da 16 uomini, le vie del centro. Giunti nella chiesa della B.V. Assunta viene scoperta la scena del calvario. Su una croce di quattro metri si trova il Cristo Crocifisso, splendida opera del XV secolo.
La sera, alle ore 21:00, avviene il rito più antico e più suggestivo: Su Scravamentu (Il dischiodamento di Gesù dalla Croce).
Nella chiesa della B.V. Assunta fanno il loro ingresso i babballottis con le matraccas, il tamburo e la loro croce, seguiti dalla Veronica, le guardie romane, i giudei, il San Giovanni e la Maddalena, la Confraternita e infine la Vergine Addolorata. Dopo l'omelia i giudei silenziosamente compiono il rito. Segue poi la processione con il Cristo Morto per le vie del centro illuminate da piccole candele.
- La domenica di Pasqua

Alle ore 11:00, si compie l'ultimo dei riti paraliturgici pasquali: S'Incontru (l'incontro tra il Cristo Risorto e la Madonna).
Nella piazza Matteotti la Madonna, che indossa ancora il velo nero, corre incontro al Cristo Risorto. Dopo che i simulacri si sono salutati con tre inchini, mentre suonano le campane a festa, alla Vergine viene fatto indossare il velo azzurro della festa. Segue poi la processione per le vie del paese.

#### Festa di Santa Maria Assunta e Su Carru 'e sa Linna
Nei primi giorni di agosto, Domusnovas si prepara per la festa più importante, dove accoglie tantissimi turisti e gli abitanti dei comuni limitrofi.
Durante i giorni della festa le serate sono animati da concerti e serate volute dal Comune e dallo stesso comitato che organizza i festeggiamenti.
Il giorno più intenso e bello della festa è sicuramente il 15 agosto, quando dalla mattina si susseguono nella parrocchia le Messe, e la sera dopo la Messa solenne si svolge la fiaccolata.

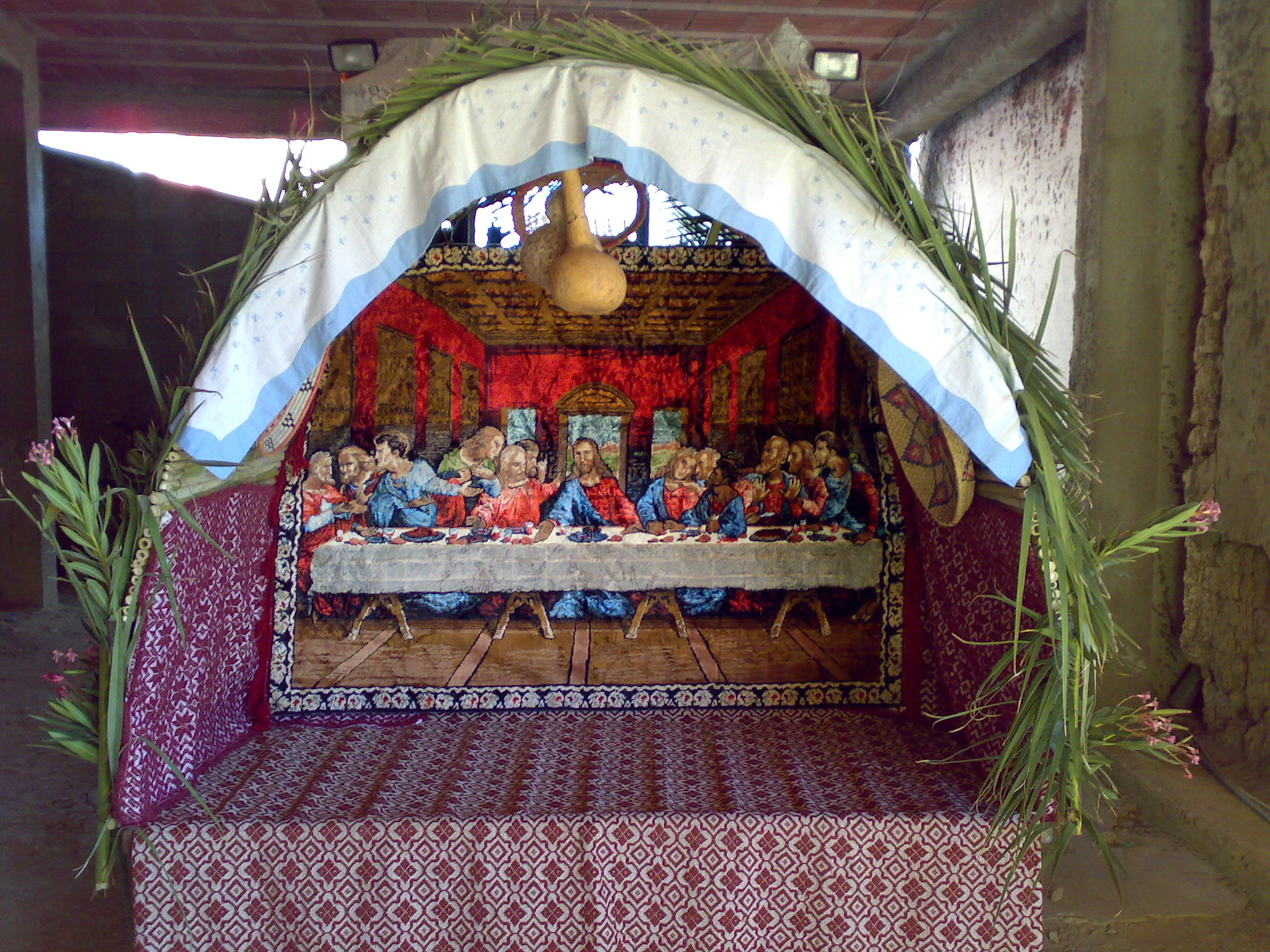
Trattore in occasione della festa

Il simulacro dell'Assunta (raffigurata mentre in piedi ascende al cielo, contrariamente alla raffigurazione "Dormiente"), adornato dagli ex voto e dalla corona, viene issato su un carro trainato da buoi e portata in processione per le vie del paese. Caratteristica di questa suggestiva processione è la partecipazione dei trattori addobbati con le strade profumate di erbe aromatiche e petali di fiori.
A partecipare vi sono inoltre i gruppi folk, la Banda Musicale e i suonatori di launeddas
Al ritorno nella piazza la Vergine con tre inchini saluta e benedice i fedeli che l'hanno accompagnata lungo il pellegrinaggio.
La manifestazione prevede anche dopo la benedizione, uno spettacolo pirotecnico.
Durante i festeggiamenti della festa patronale di Santa Maria Assunta che si protraggono per circa 15 giorni, si svolge la particolare usanza de "Su carru'e sa Linna".
L'origine di questa usanza è legata a dei voti che i "Bagadius" (gli scapoli) facevano in onore della Madonna.
I primi giorni dei festeggiamenti, il Comitato della festa con dei volontari, partono verso le montagne del Marganai per raccogliere la legna. La sera del giorno dopo faranno rientro nel paese, collocando la legna racconta, in un antico carro per buoi collocato nella piazza antistante alla Chiesa. Questo carro sarà il primo premio della lotteria che si svolge per finanziare i festeggiamenti.

### Eventi
- Sagra del fico d'India o Figu morisca
- Primavera sulcitana
- Sapori d'autunno

#### Feste religiose
- Sant'Ignazio da Laconi - 11 maggio
- San Giovanni Battista - 24 giugno
- Santa Maria Assunta - 15 agosto
- Santa Barbara - 4 dicembre

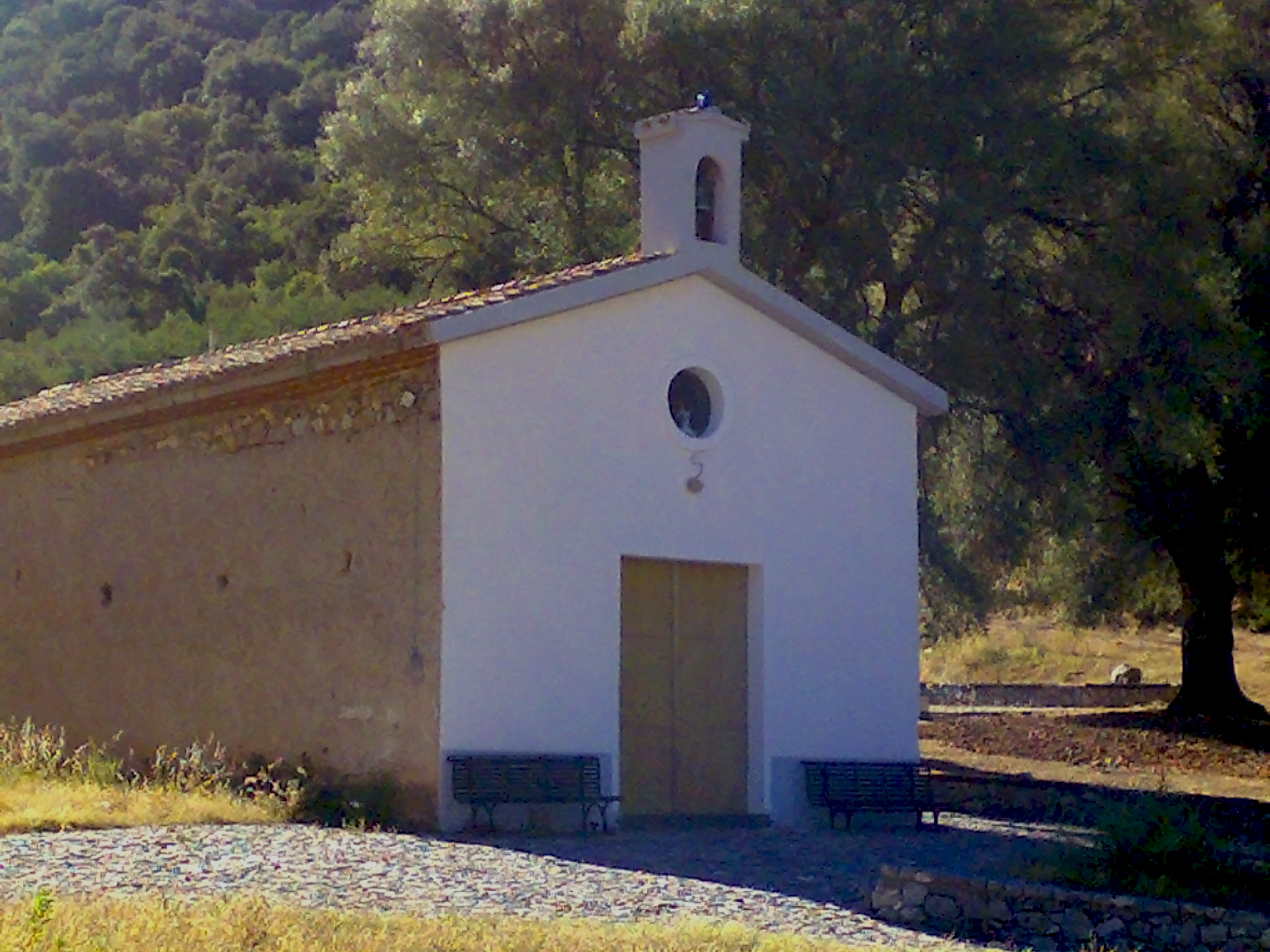
Altra veduta della chiesa campestre di San Giovanni

- Cracchera in festa dal 2012 - 15 settembre

## Geografia antropica

### Frazioni
- Bingia Manna
- Perdu Carta
- Sa Duchessa
- Su Pardu

## Economia

### Industria
- R.W.M. Italia, stabilimento di produzione di radar e sistemi di difesa antiaerea per mezzi da combattimento di terra, tra i quali gli A2CS prodotti dalla LRMV.

## Infrastrutture e trasporti

### Strade
- La  Strada statale 130 Iglesiente collega Domusnovas verso Iglesias e con il capoluogo di regione Cagliari.
- La  collega alla stazione di Villamassargia-Domusnovas e a Villamassargia.
- La  collega verso il centro abitato di Musei.
- La  collega verso il centro abitato di Vallermosa.

### Mobilità urbana
Il trasporto pubblico è effettuato dall'ARST.

## Amministrazione
| Periodo         | Periodo         | Primo cittadino      | Partito                         | Carica  | Note   |
| --------------- | --------------- | -------------------- | ------------------------------- | ------- | ------ |
| 6 giugno 1993   | 27 aprile 1997  | Ines Lancellotti     | Eterogenea                      | Sindaco | [ 12 ] |
| 27 aprile 1997  | 13 maggio 2001  | Antonio Farris       | lista civica di centro-sinistra | Sindaco | [ 13 ] |
| 13 maggio 2001  | 28 maggio 2006  | Antonello Steri      | centro                          | Sindaco | [ 14 ] |
| 28 maggio 2006  | 15 maggio 2011  | Angelo Deidda        | lista civica                    | Sindaco | [ 15 ] |
| 15 maggio 2011  | 5 giugno 2016   | Angelo Deidda        | lista civica "Domusnovas 2011"  | Sindaco | [ 16 ] |
| 5 giugno 2016   | 11 ottobre 2021 | Massimiliano Ventura | lista civica "Domusnovas 2016"  | Sindaco | [ 17 ] |
| 11 ottobre 2021 |                 | Isangela Mascia      | lista civica "DomusInnovas"     | Sindaco |        |

## Sport

### Arrampicata
Grazie al rilevante numero di pareti che consentono un'arrampicata di diverse caratteristiche, Domusnovas è uno dei principali centri per questo sport.

### Baseball
- Vibraf Domusnovas Baseball Softball, fondata nel 1972, è una società attualmente iscritta al campionato regionale di baseball di serie C2 e al campionato regionale di softball di serie B.

### Bocce
- A.S.D. Società Bocciofila "Grotte San Giovanni"

### Calcio
- Europa 2008 Domusnovas nata dalla fusione del GSP Europa, che si occupa di giovani dal 1988 e il Calcio 2008 Domusnovas, che gioca nel campionato di prima categoria
- Domusnovas J.S., che milita in seconda categoria.

### Kick Boxing
- A.S.D. Twinspanu KB Team

Società agonistica che vanta diversi risultati importanti a livello Regionale, Nazionale e Mondiale.